# McLear-patkány
A McLear-patkány (Rattus macleari) az emlősök (Mammalia) osztályának rágcsálók (Rodentia) rendjébe, ezen belül az egérfélék (Muridae) családjába tartozó kihalt faj.

## Előfordulása
Az Indiai-óceánban lévő Karácsony-szigeten volt honos. Az emberek megérkezése előtt a sziget trópusi erdeiben elterjedt fajnak számított. Ez az állatfaj gátolta meg a szigeten élő vörös színű rákfaj, a vörös rák (Gecarcoidea natalis) túlszaporodását. Éjjeli életmódot folytatott.

## Neve
Ez a patkányfaj nevét John Maclear (1838-1907) tengernagyról kapta, aki akkoriban a HMS Challenger gőzhajó kapitánya volt. Ez a hajó 1872-1876 között szállította a Challenger Expedition tudósait Sir George Nares vezetése alatt.

## Kihalása
Kihalásának pontos oka nem ismeretes, de a házi patkánnyal (Rattus rattus) való hibridizáció közrejátszhatott. A házi patkány által terjesztett betegségek is hozzájárulhattak a kihaláshoz.

### Fordítás
- Ez a szócikk részben vagy egészben  a   Maclear's Rat című angol Wikipédia-szócikk fordításán alapul.  Az eredeti cikk szerkesztőit annak laptörténete sorolja fel. Ez a jelzés csupán a megfogalmazás eredetét és a szerzői jogokat jelzi, nem szolgál a cikkben szereplő információk forrásmegjelöléseként.